# Eduardo Luís Ruiz Navarro
Eduardo Luís Ruiz Navarro, né le 5 décembre 1972, est un homme politique espagnol membre de Vox.

## Biographie
Lors des élections générales anticipées du 10 novembre 2019, il est élu au Congrès des députés pour la XIVe législature. Il démissionne de son mandat le 26 juillet 2023 lorsqu'il est nommé secrétaire à la Justice au sein du département à la Justice et à l'Intérieur du nouveau gouvernement Mazón.